# Незук (Сапна)
Незук је насељено мјесто у Босни и Херцеговини, у општини Сапна, која припада ентитету Федерација Босне и Херцеговине. Према попису становништва из 2013. у насељу је живјело 1022 становника.

## Становништво
Према попису становништва из 1991. године, мјесто је имало 989 становника.
| Демографија | Демографија | Демографија |
| Година      | Становника  | Становника  |
| ----------- | ----------- | ----------- |
| 1961.       | 485         |             |
| 1971.       | 720         |             |
| 1981.       | 924         |             |
| 1991.       | 989         |             |
| 2013.       | 1.022       |             |